# Гангардт, Николай Иванович
Гангардт Николай Иванович (1847—1893) — русский жандармский полковник, начальник Казанского губернского жандармского управления.

## Биография

### Происхождение, образование
Родился 18 (30) мая 1847 года в Ставрополе. Несмотря на немецкую фамилию, происходил из потомственных дворян Курской губернии православного вероисповедания. Отец — Иван Егорович Гангардт (1809—19 мая1875; скончался от нарыва за ухом в Берлине. Похоронен на новом кладбище г. Киль) (впоследствии — генерал-лейтенант).
Крещён в Троицком соборе Ставрополя (восприемники: управляющий Ставропольской комиссариатской комиссией подполковник Николай Мартинович Мейер и жена управляющего Кавказской палатой государственных имуществ, «коллежская советница» Юлия Петровна Лазарева).
Первоначальное образование получил в 1-м кадетском корпусе. Затем с 26 августа (7 сентября) 1863 г., будучи произведён в нижние чины, обучался в 1-м военном Павловском училище, где окончил курс «по 1 разряду».

### Военная служба
Высочайшим приказом 7 августа 1865 года был произведён в старшие корнеты в 14-й гусарский Митавский полк; с 12 марта 1866 года — поручик и с 26 мая 1866 года по 3 января 1867 года исполнял должность полкового адъютанта; с 3 марта 1867 года — штабс-ротмистр.
С 1869 года стал учиться в Николаевской академии Генерального штаба, где «прошёл 2 курса». С 17 марта 1871 года — ротмистр, «с зачислением по армейской кавалерии» и 16 ноября 1871 года он вновь, с отчислением от академии, был переведён в 14-й гусарский Митавский полк.

## Служба в жандармерии
В жандармскую службу вступил 12 января 1872 года, будучи прикомандирован к штабу корпуса жандармов для испытания; с 23 декабря 1872 года — адъютант начальника штаба корпуса жандармов, с переводом в корпус жандармов и переименованием в капитаны.
С 5 декабря 1874 года — помощник начальника Казанского губернского жандармского управления в Чебоксарском уезде. 
В майоры он был произведён 24 сентября 1879 года, а 15 мая 1883 года «за отличие по службе» был награждён чином подполковника.
Приказом по Отдельному корпусу жандармов 25 марта 1884 года он был назначен начальником Самарского губернского жандармского управления, а уже 28 августа того же года — начальником Казанского губернского жандармского управления.
«За отличие по службе» 5 апреля 1887 года Гангардт был произведён в полковники.
Среди громких дел, которые пришлось расследовать Н. И. Гангардту, была студенческая сходка в Императорском Казанском университете 4 ( декабря 1887 года с участием В. И. Ульянова-Ленина. Благодаря этому обстоятельству он оказался в числе «отрицательных персонажей» некоторых идеологически ангажированных «научных» исследований и художественных произведений, в том числе – поэмы Е. А. Евтушенко «Казанский университет»:

И по городу Казани,

мужичьё валя врастяг,

мчат осанистые сани

в раззолоченных кистях.

«Шваль посконная с жидами,

прочь с пути,

сигайте в ров!»

Едет пьяный шеф жандармов

с Азой —

дочерью шатров.

И полковнику Гангардту

на служебную кокарду,

раззвенясь во все серёжки,

нацепляет Азочка

ещё тёплую от ножки
     
розочку-подвязочку.

— Евтушенко Е. А. [lib.ru/POEZIQ/EWTUSHENKO/kazan.txt «Казанский университет»]

### Кончина, погребение
Скончался Н. И. Гангардт (как писал в газете «Казанский Телеграф» её редактор Н. А. Ильяшенко, «неожиданно для всех знавших этого цветущего с виду, здорового человека») в Казани (на даче на озере Кабан) от паралича сердца «в 4 часа пополудни» 13 (25) июня 1893 года; 16  июня его тело было «предано земле на военном кладбище».
Характеризуя Н. И. Гангардта, Н. А. Ильяшенко, который ещё со времён своей бурной революционной молодости не понаслышке был знаком с жандармами, писал в его некрологе:
В частной жизни покойный был замечательно добрым, обходительным и весёлым человеком. Все знавшие его не могли относиться к нему иначе, как с чувством искренней симпатии. Н. И. Гангардт всегда охо[т]но помогал всем обращавшимся к нему. В служебной сфере, Н. И. Гангардт, как и всякий смертный, конечно, не всегда мог избежать невольных ошибок или крайностей, но тот не ошибается, кто ничего не делает… Дела же у покойного Н. И. Гангардта было немало и притом дела весьма сложного и запутанного. Во всяком случае, покойный Н. И. Гангардт был чужд той односторонности, которая нередко встречается у лиц одинакового с ним служебного положения.

## Награды
Николай Иванович Гангардт был награждён орденами: Святой Анны 2-й (21.04.1891, «за отличие по службе») и 3-й (31.03.1874, «за отлично-усердную и ревностную службу») степеней, Святого Станислава 2-й степени (28.03.1882, «за отлично-усердную и ревностную службу»).

## Семья
Женат был на «урождённой гражданке» Швейцарии Фанни (в других источниках – Фаине) Фёдоровне Гангардт (в девичестве – Дюмон; реформатского вероисповедания); детей они не имели.

## Источник
- Алексеев И. Е. На страже Империи // Выпуск IV: Статьи и документы по истории черносотенства, русского национализма, дворянства, политического сыска и белого движения. — Казань: ООО «Багира», 2011. — С. 225—227.